# König der Diebe
König der Diebe ist ein Film von Ivan Fíla aus dem Jahr 2004 über das Schicksal des Straßenjungen Barbu.

## Handlung
Der Junge Barbu wächst in Armut in der ukrainischen Provinz auf. Er träumt davon ein berühmter Artist und „König der Manege“ zu werden. Der Artist Caruso verspricht, ihn und seine Schwester Mimma mit nach Berlin zu nehmen, wo er in Carusos Zirkus ausgebildet werden soll. Barbu und Mimma schleust er auf verschiedenen Wegen nach Deutschland.
Während sich nach der Ankunft für Barbu der Zirkus als Ausbildungslager für Straßendiebe herausstellt, wird Mimma von Caruso beim Pokern an den Zuhälter Kardinal verzockt. Barbu erzählt er, dass Mimma an der Grenze zurückgeschickt wurde. Gemeinsam mit dem älteren Marcel geht Barbu auf der Straße klauen. Zudem freundet er sich mit Julie an, der Freundin Carusos, die einst bei einer Hochseilnummer schwer verletzt worden war.
Doch nach einiger Zeit erbringt Marcel nicht mehr das geforderte Limit an „Beute“ und wird aus der Gruppe genommen. Vorher schenkt er Barbu einen Colt und bittet ihn, den Teil der Beute, den Marcel abgezweigt hatte, seiner Schwester Bianca zu übergeben, die auch zur Arbeit als Prostituierte gedrängt wurde. Von dieser erfährt Barbu, dass seine eigene Schwester auch von Kardinal zur Prostitution gezwungen wird. Er stellt Kardinal mit dem Colt und kann bis zu Mimma vordringen, wird dann jedoch überwältigt und zu Caruso zurückgebracht. Dieser streitet ab, davon gewusst zu haben, dass Mimma in Deutschland ist und behauptet, es würde 100.000 Euro kosten sie freizukaufen, die Barbu durch Klauen zusammenbringen müsse.
Doch Barbu vergreift sich nachts an Carusos Geldversteck und versucht Mimma zu befreien, um mit ihr und dem Geld zu fliehen. Er wird wieder ertappt und wird von Caruso hart bestraft. Julie greift ein und schießt Caruso an. Julie und Barbu fliehen und wollen Mimma befreien. Julie erschießt Kardinal, doch als sie mit Mimma zum Auto und Barbu zurückkehrt, taucht Caruso auf, schießt auf Julie und verwundet sie tödlich. Doch Barbu und Mimma lässt er gehen und die beiden kehren in ihr Heimatdorf zurück.

## Kritiken
„Düsterer Film in Form eines brutalen Märchens, der am exemplarischen Beispiel eine Welt ohne Hoffnung schildert und mit Schleusertum, Menschenhandel und Kinderprostitution konfrontiert. Die zeitgemäße "Oliver Twist"-Variante thematisiert sowohl das Elend in Osteuropa als auch die Schattenseiten westlicher Großstädte.“

## Auszeichnungen
- Böhmischer Löwe 2005
  - Bester Schauspieler
  - Beste Kameraführung
  - Beste Musik
  - Bester Ton